# Fabrice Jeandesboz
Fabrice Jeandesboz, né le 4 décembre 1984 à Loudéac, est un coureur cycliste français, professionnel de 2009 à 2017.

## Biographie

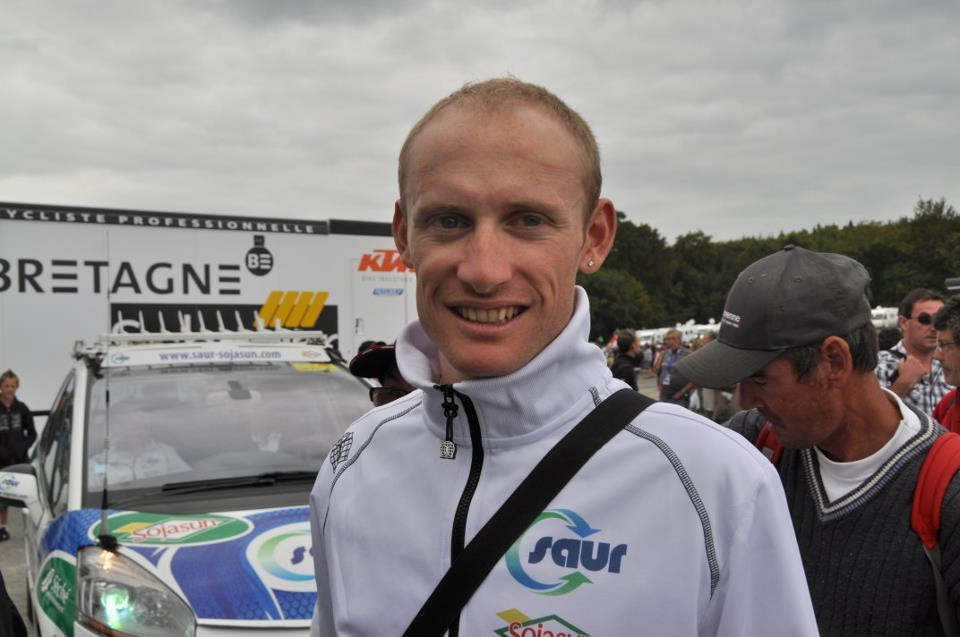
Fabrice Jeandesboz au Grand Prix de Plouay 2011.

Fabrice Jeandesboz, originaire de Pléneuf-Val-André, a fait ses études au lycée Henri-Avril de Lamballe (Côtes-d'Armor). Il est licencié au Vélo Sport Pays de Lamballe, club où il a commencé le vélo à 7 ans.
Durant sa carrière il a participé à trois Tours de France et deux Tours d’Espagne.
En 2013, la saison de Jeandesboz s'arrête lors du Tour du Portugal à la suite d'une chute dont il se relève avec des fractures à la mâchoire et à un coude. En fin de saison, l'entreprise Sojasun annonce son choix d'arrêter de sponsoriser son équipe. Jeandesboz rejoint finalement Europcar et évolue alors dans une formation World Tour. 
Après une rentrée sur la Tropicale Amissa Bongo dont il est sixième, Jeandesboz participe à l'ouverture de la saison européenne au Grand Prix d'ouverture La Marseillaise. Il chute durant cette course, et se fracture un grand trochanter. Il reprend sept semaines plus tard à l'occasion de Cholet-Pays de Loire mais tombe à nouveau et se fracture le trochanter. Il se fait opérer en urgence au CHU d'Angers le soir même. Après trois mois de rééducation au centre de Trestel, il refait son retour au championnat de France au Futuroscope.
En 2015 après ses chutes, il revient fort puisqu’il gagne la troisième étape du Rhône-Alpes Isère Tour et termine à la seconde place du classement général de cette course. Il se classe également durant l’été, deuxième de la Polynormande et deuxième d’étape sur le Tour de l’Ain. Sélectionné par son équipe pour courir le Tour d'Espagne, il termine l'épreuve en 17e position juste derrière son coéquipier Romain Sicard qui finit à la quinzième place. En fin de saison, il prolonge de deux ans le contrat qui le lie à son employeur.
En 2016, il participe, pour la troisième fois de sa carrière, au Tour de France puis au Tour d'Espagne.
En préparation pour le début de saison 2017, il est victime en stage d'une lourde chute et souffre d'une luxation de la hanche gauche ainsi que d'une fracture du cotyle droit. La gravité de ses blessures le rendent indisponible pour une durée de 4 à 6 mois. Il ne débute ainsi sa saison qu'en mai, sur le Tour de Castille-et-León. Début août, il annonce mettre un terme à sa carrière à l'issue de sa neuvième année chez les professionnels. 
Après sa carrière il reprend ses études pour devenir nutritionniste, métier qu'il exerce dans l'équipe cycliste professionnelle Cofidis puis au sein de la formation Arkea-B&B Hotels.

## Palmarès sur route

### Par année
- 2002
  - 3e du championnat de France du contre-la-montre juniors
- 2003
  - 2e des Boucles dingéennes
- 2004
  - 1re étape du Tour des Pays d'Allier
  - 1re étape du Cabri Tour (contre-la-montre)
  - 2e du Grand Prix Christian Fenioux
  - 3e de Paris-Mantes
- 2005
  - Prix de la Saint-Laurent espoirs
  - Prix de la Saint-Laurent
  - Cabri Tour
  - 3e du Critérium des Espoirs
- 2006
  - Grand Prix de Lys-lez-Lannoy
- 2007
  - Boucles sérentaises
  - Grand Prix de Montamisé
  - 1re étape du Tour du Pays Roannais
  - 2e du Tour de Gironde
  - 3e du Grand Prix Gilbert-Bousquet
- 2008
  - Grand Prix de Montamisé
  - 2e du Cabri Tour
- 2009
  - Manche-Atlantique
  - 2e du Souvenir Louison-Bobet
- 2010
  - Prologue du Tour Alsace (contre-la-montre par équipes)
- 2015
  - 3e étape du Rhône-Alpes Isère Tour
  - 2e du Rhône-Alpes Isère Tour
  - 2e de la Polynormande

### Résultats sur les grands tours

#### Tour de France
3 participations
- 2011 : 124e
- 2012 : 54e
- 2016 : 60e

#### Tour d'Espagne
2 participations
- 2015 : 17e
- 2016 : abandon (12e étape)

### Classements mondiaux
| Année            | 2006  | 2007 | 2008 | 2009 | 2010 | 2011 | 2012 | 2013 | 2014 | 2015 |
| ---------------- | ----- | ---- | ---- | ---- | ---- | ---- | ---- | ---- | ---- | ---- |
| UCI World Tour   |       |      |      |      |      |      |      |      | nc   |      |
| UCI Europe Tour  | 1248e | 496e |      |      | 483e | 246e | 429e | 399e |      | 114e |
| UCI Oceania Tour | 84e   |      |      |      |      |      |      |      |      |      |

## Palmarès sur piste

### Championnats de France
- 2003
  - 2e de la poursuite espoirs
- 2004
  - 2e de la poursuite espoirs
- 2005
  -  Champion de France de poursuite espoirs
- 2008
  -  Champion de France de poursuite par équipes (avec Damien Gaudin, Jérôme Cousin et Sébastien Turgot)